# Perottetia
Perottetia é um género botânico pertencente à família Celastraceae.
1. ↑  «Perottetia — World Flora Online». www.worldfloraonline.org. Consultado em 19 de agosto de 2020